# 장완흉상어
장완흉상어(영어: oceanic whitetip shark, 학명: Carcharhinus longimanus)는 전 세계의 열대및 대양에 분포하는 대형상어이다. 이들의 몸은 단단히 이루어져 있으며, 가장 눈여겨볼 만한 부분은 하얗고, 긴 둥그런 지느러미로 볼 수 있다.
이들은 느리지만 공격적이며, 피딩 프렌지를 보여줄 때도 있다. 또한 자극했을 때 돌연적으로 난폭해지기도 한다. 선박이 난파되거나 항공기가 조난될 경우 인간에게 위협이 되며, 이에 따라 다른 상어보다 인간에게 많은 해를 끼친 종이다. 최근 연구결과에 의하면 이들의 개체수는 등지느러미가 샥스핀 수프(상어 지느러미로 만드는 수프)의 주원료로 쓰임에 따라 극감하고 있다고 한다. 다른 모든 상어와 함께 장완흉상어 또한 남획 때문에 위협을 받고 있다.

## 분류
장완흉상어는 자연학자 르네프림베르 레송에 의해 설명되었으며, 그는 루이 이지도르 뒤페레의 1822년-1825년 탐사에 기초한 것이다. 레송은 프랑스령 폴리네시아의 투아모투 제도에서 발견된 2개의 표본을 이용하고 그 상어에게 폴리네시아어에서 상어를 뜻하는 단어를 따 Squalus maou라는 학명을 붙여주었다. 하지만 레송의 설명과 이름은 얼마동안 잊혀졌다.
이 다음에는 1861년 쿠바인 펠리페 포에이에 의해 Squalus longimanus로 설명되었다. 그동안은 Ptereolamiops longimanus라는 학명이 붙었다. longimanus는 이 종의 긴 가슴지느러미를 가리킨다.
국제 동물명 협회의 원칙에 의하면 처음 학명을 붙인 사람에 우선순위를 부여하기 때문에 장완흉상어의 정확한 학명은 Carcharhinus maou이어야 한다. 하지만 레송의 학명은 너무 오랫동안 잊혀져 Carcharhinus longimanus가 더 널리 받아들여지고 있다.

## 분포지역과 서식지
장완흉상어는 섭씨 18도 이상의 전 세계의 깊은 원양에 발견된다. 이들은 섭씨 20도에서 28도의 바다를 선호한다. 이들은 한때 상당히 흔했고 널리 퍼져 있었고, 아직도 분포범위는 넓지만 최근 연구에 의하면 개체수가 급감했다고 한다. 1992년-2000년에 미국의 북서지역과 북중지역 대서양 원양에 이루어진 분석에 의하면 개체수는 70% 감소했다고 한다.
이들은 북위 45도에서 남위 43도의 전 세계의 바다에서 발견된다. 2004년에는 스웨덴의 서해안에서 장완흉상어의 사체가 발견돼 이들의 분포 최북한계지가 여겨졌던 것보다 넓다는 것이 알려졌다.
장완흉상어는 보통 해면에서 150미터의 깊이에 거주하며, 해안선 밖과 깊은 바다를 선호한다. 어획량에 의하면 지상에서 떨어질수록 개체수가 증가한다고 한다. 하와이나 대륙붕이 있는 지역에서는 가끔은 수심 37미터의 육지에 가까운 바다에 발견되기도 한다. 이들은 보통 혼자서 시간을 보내지만 먹이가 있을 때는 군집할 수도 있다. 다른 동물들과는 달리 주행성이 아니지만, 낮과 밤에 골고루 걸쳐 활동한다. 이들의 헤엄은 느린 편이며 가슴지느러미는 넓게 퍼져있다. 이들은 동료들과는 잘 다니지 않지만 동갈방어, 빨판상어같은 작은 물고기와 종종 같이 다니는 것이 발견된다. 1988년에는 심지어 들쇠고래와 같이 다니는 것이 목격되기도 했다. 일부 지역에서는 범고래와 같이 다니기도 한다.

## 몸의 구조와 생김새

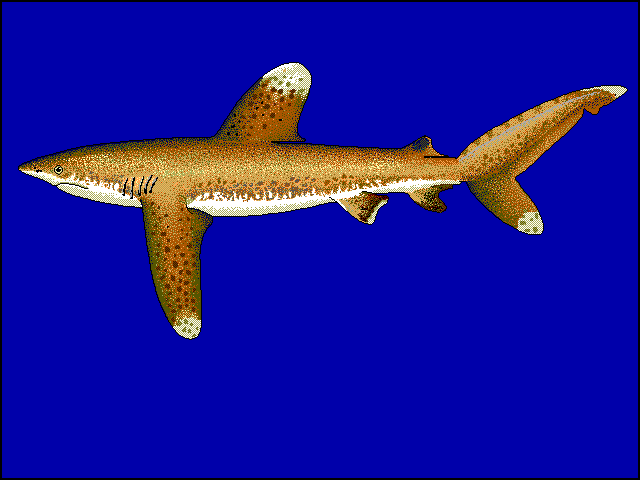
장완흉상어를 그린 것

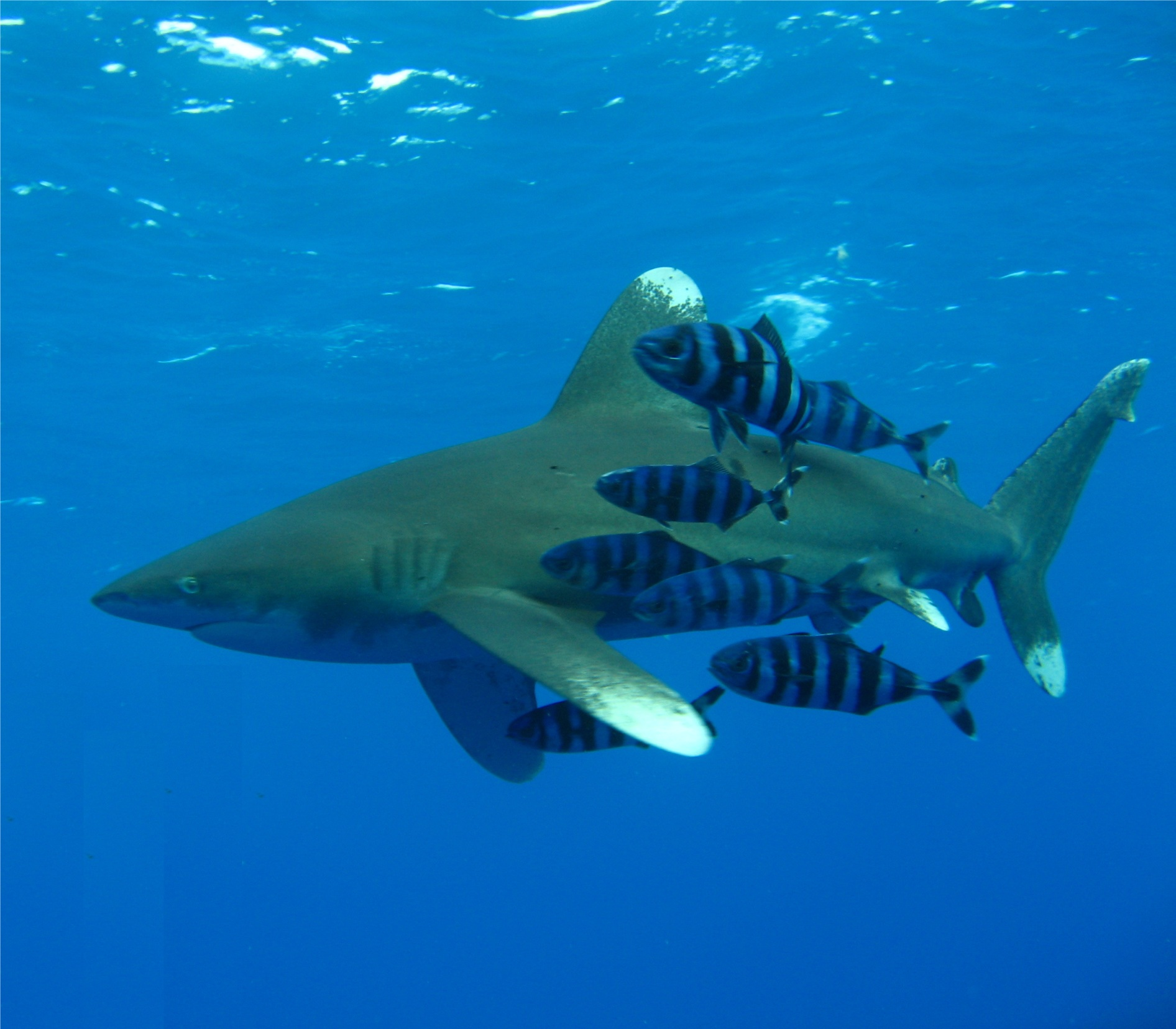
동갈방어무리와 함께 다니는 장완흉상어

장완흉상어의 가장 특이한 점이라면 길고 날개모양의 가슴지느러미와 등지느러미를 들 수 있다. 지느러미는 다른 상어보다 상당히 큰 편이며 눈에 띄게 둥글다. 이들의 코 또한 둥글며, 눈은 원모양이며 순막이 있다.
장완흉상어는 흉상어과의 종과 비슷하지만, 납작하고 약간 곱사등 꼴이 있다. 등은 구릿빛, 밤색, 푸른색, 또는 회색이며 (지역에 따라 색이 다르다) 배는 하얗다 (때때로는 누런 빛을 띠기도 한다). 장완흉상어의 최대 몸길이는 4미터이지만, 보통 3미터를 넘지 않는다. 최대 몸무게는 170킬로그램이다. 암컷이 몸길이 1.9미터로 수컷보다 10센티미터가량 크다.
이들의 지느러미는 끝이 하얗지만, 어린 개체는 이가 없을 수도 있다. 지느러미는 때때로 얼룩질 수도 있으며, 어린 개체에게는 검은 반점이 있기도 하다. 첫째와 둘째 등지느러미 사이에는 안장모양의 무늬가 있을 수도 있다.
장완흉상어의 이빨은 밑턱에 삼각형 모양의 작은 이빨들이 나있다. 양쪽 결합선에 각각 13에서 15개의 이빨이 있다. 윗턱의 이는 여전히 삼각꼴이지만 끝이 톱니꼴이며 더 넓고, 양쪽 결합선에 각각 14에서 15개씩 나 있다. 피부치는 납작하며 보통 5에서 7개의 솟은 꼴이 있다.

## 먹이
장완흉상어는 해양 두족류(오징어, 문어따위)와 연골어류를 먹는다.
하지만 이들의 식단은 다양하며, 편식성이 적다. 이들은 폴리센트루스, 가오리, 바다거북, 조류, 부족류 (소라, 고둥류), 갑각류, 고래의 시체, 심지어 선박이 버린 쓰레기를 먹으려 하기도 한다. 이들이 먹는 어류는 녹새치, 청새치, 다랑어, 고등어를 들 수 있다. 이들은 먹이를 위해 물고기 무리를 물어뜯거나 입을 벌려 돌격하기도 한다. 다른 종과 경쟁할 때는 이들은 난폭해진다. 죠스의 작가 피터 벤츠리는 이들이 들쇠고래와 같이 헤엄치면서 변을 받아먹는 것을 목격했다.

## 행동방식

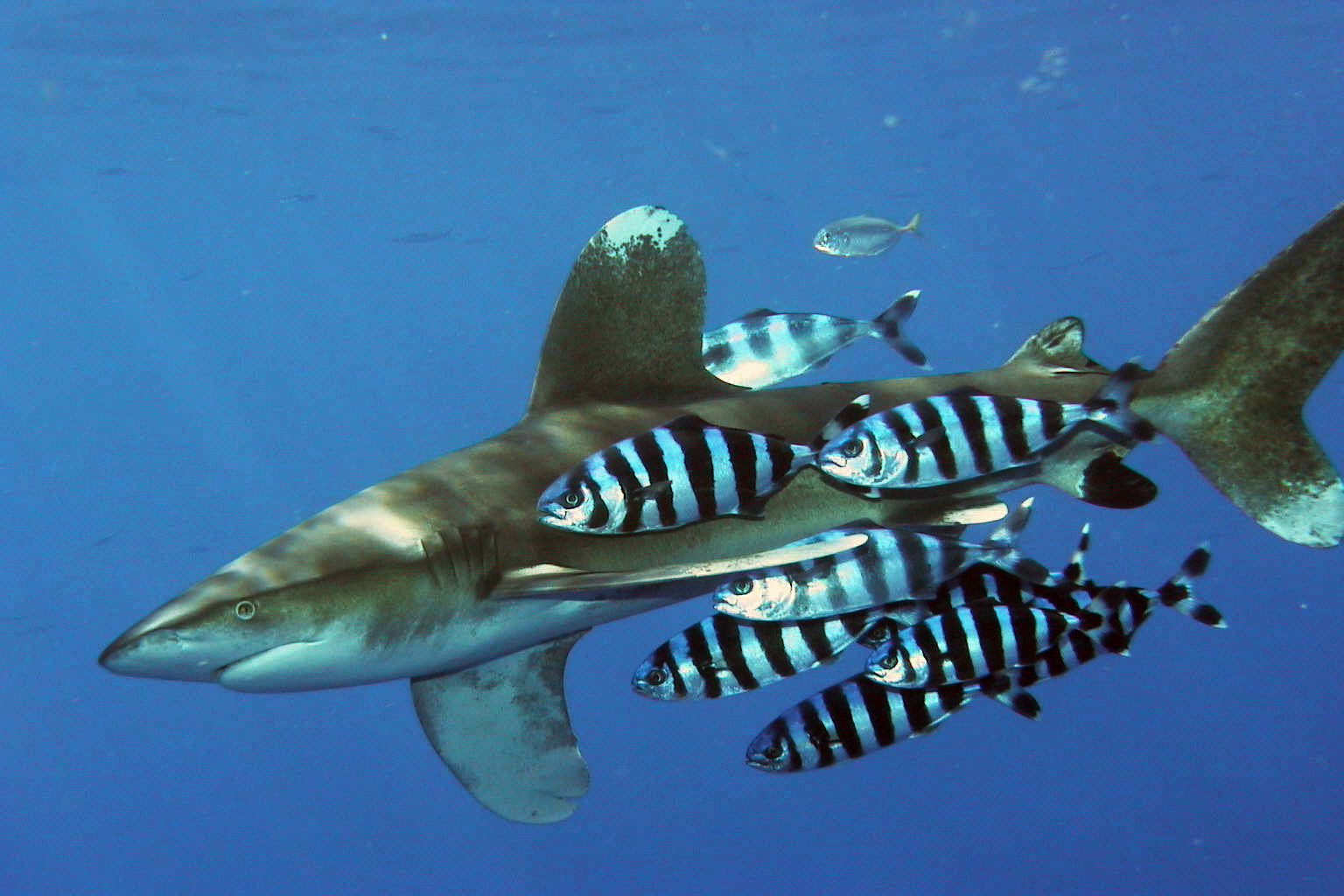
이집트연안 홍해에서 촬영된 동갈방어와 같이 다니는 장완흉상어

장완흉상어는 보통 혼자서 느리게 헤엄쳐 다니며, 수면가까이를 헤엄쳐 다니면서 넓은 지역을 관찰하면서 먹이를 찾는다. 16세기 전까지는 이들은 바닷사람들에게 '바다개'로 알려졌으며, 장완흉상어는 가장 흔하게 배를 따라다니는 상어로 알려졌다. 이들은 개와 같이 먹이로 보이는 물체가 나타나면 신중하고 빠르게 접근했다. 장완흉상어는 빠른 상어는 아니지만 순간가속은 빠른 편이다. 이들은 먹이를 위해 대개 미흑점상어와 경쟁하며, 이때는 느린 속도를 공격적인 행동으로 보완한다.
먹이를 찾아 동족이 찾아든 경우는 무리가 형성되기도 하며, 이때는 "피딩프렌지"를 보여주기도 한다. 이는 해수에 있는 피에 의한 것보다는 이들의 먹이에 대한 집착 때문이다 (먹는 경우를 제외하고는 힘을 보존한다). 장완흉상어는 경쟁적이며, 쉽게 먹이를 잡는 것보다 직접 공을 들여서 얻는 것을 선호한다.
다른 종과 달리 성과 크기에 따라 구분이 지어지는 것은 아닌 것으로 보인다. 장완흉상어는 다랑어나 오징어무리를 따르며, 돌고래나 들쇠고래를 따라다니기도 한다. 이러한 습성은 오랜 기간 동안 굳어진 것이며, 이것이 이들이 선박을 따라가게 하는 원인이다. 열대해양에서 고래잡이를 할 때는 떠다니는 포획물을 훼손시키던 주범이기도 하다.

## 생식
번식기는 북서 대서양과 남서 인도양에서는 이른 여름이지만, 태평양에서 포획된 암컷은 연중 새끼를 배고 있었으며 이는 이 지역에서는 번식기가 김을 시사한다. 장완흉상어는 난태생이며, 기초적인 태반이 있어 배안의 새끼에게 양분을 공급할 수 있다. 임신기간은 1년가량이다. 한번에 출산량은 1에서 15마리 정도이며, 갓 태어난 새끼의 몸길이는 0.6미터 정도이다. 암컷은 몸길이 350cm에 도달했을 때 성적으로 성숙하며, 수컷의 경우는 395cm가 되어야 성숙한다.

## 인간과의 관계
장완흉상어는 스프에 쓰이는 지느러미와 귀중한 상어기름때문에 상업적 어획 대상이 되고 있다. 이들의 살은 훈제로 되어 절여 말려져 식용이 되며, 피부는 가죽으로 쓰인다. 거의 모든 분포범위에서 이들은 잡히고 있지만, 의도적보다 어망의 미끼를 물어서 혼획되는 경우가 더 많다.
유명한 해양생물학자인 자크 쿠스토는 장완흉상어를 상어중 가장 위험한 종으로 설명했다. 악명높은 백상아리와 해안에 접근하는 다른 상어들이 저지른 인간에 대한 공격보다 훨씬 더 많은 사건을 일으켰으며, 이는 침몰된 선박이나 추락한 항공기의 승무원과 승객을 해쳤기 때문이다. 이는 20세기와 21세기에 걸쳐 일어난 상어공격에는 포함되지 않지만, 전 세계적으로 수천명의 피해자가 있었던 것으로 보인다. 예를 들어 중순양함 USS 인디애나폴리스가 1945년 7월 30일에 침몰되었을 때 최소 60에서 80명의 선원이 상어로 인해 죽었던 것으로 나타났다. 이 사건에는 뱀상어또한 연루된 것으로 보이지만, 확인된 바는 없다. 제2차 세계 대전에 노바스코샤라는 여객선이 독일의 잠수함에 공격을 받아 남아프리카 인근에 침몰했다. 타고 있던 1,000명 중 192명만이 생존했으며, 대다수의 사망은 장완흉상어 때문이었다.
장완흉상어는 해안이나 내해에서는 인간에게 별 위협이 되지 않는다. 하지만 대양에서 활동하는 때에는 위협이 될 수 있다.
장완흉상어는 포악하고 인간을 먹는 것으로 알려져 있지만, 잠수부들이 이들에게 피해를 입지 않고 따라 헤엄치는 것은 가능하다. 접근할때는 심요한 주의가 필요하며, 인근에서 물고기를 작살로 잡으면 안되며 상어가 접근할 경우는 재빨리 피할 것이 권장된다. 상어가 잠수부를 밀기 시작할 때는 이들의 주둥이, 아가미, 눈을 치는 것이 대책이지만, 경험담에 의하면 이는 장완흉상어에는 덜 효과적이라고 한다.

## 보호노력
1969년 Lineaweaver 와 Backus는 장완흉상어는 아주 풍부했으며, 아마도 100킬로그램 이상 나가는 가장 흔한 대형 동물일 것이라고 하였다. 2003년 전까지 이들의 개체수에 대해서 연구된 바는 거의 없으며, 북서대서양과 중서부대서양에서는 1992년과 2000년 사이에 개체수는 70%가량 감소했다고 하였다.
멕시코만에 이루어진 연구에 의해 1950년대에서 1990년대까지 대양에서의 어획량이 조사되었으며, 개체수는 99.3%가량 감소한 것으로 나타났다. 하지만 자료수집 방법의 다양함과 시간이 지남에 따른 어획법의 변화는 고려되지 않아 추정치에 대해서는 논란이 있다.
이러한 발견은 이들의 보전상태를 "낮은 위기/취약근접"에서 전 세계적으로 "멸종 위기/취약"으로 옮겨졌으며, 대서양의 북서와 중서부지역군은 "멸종 위기/위급"으로 분류되어있다.
1995년 유엔의 동의에 의하면 연안어업과 어획국은 이들을 보호하기 위해 조치를 마련해야 한다고 하였지만, 현재까지 이에 대한 진척은 거의 없다.

## 같이 보기
- 상어
- 상어공격

## 참고
- “Carcharhinus longimanus”. 《멸종 위기 종의 IUCN 적색 목록. 2006판》 (영어). 국제자연보전연맹(IUCN). 2005. 2006년 5월 11일에 확인함. 장완흉상어가 "취약"한 이유를 포함
- Leonard J. V. Compagno, 흉상어목의 상어, 프린스턴 대학 출판, 1988, ISBN 0-691-08453-X
- Leonard J. V. Compagno, 전 세계의 상어: 현재까지 알려진 상어 열람, Food and Agriculture Organization of the United Nations, 1984
- William N. Eschmeyer, Special Publication of the Center for Biodiversity Research and Information, no. 1, vol 1–3, California Academy of Sciences, 1998, ISBN 0-940228-47-5
- Richard H. Backus, Stewart Springer & Edgar L. Arnold, Jr. A contribution to the natural history of the white-tip shark, Pterolamiops longimanus (Poey), 1956, Deep-Sea Research vol. 3
- A. J. Bass, J. D. D'Aubrey and N. Kistnasamy, Sharks of the east coast of southern Africa. 1. The genus Carcharhinus (Carcharhinidae), 1973, Oceanographic Research Institute, Durban
- Leonard J. V. Compagno, FAO Species Catalogue, Vol. 4, Parts 1 and 2, Sharks of the World, 1984, Rome: FAO
- Richard Ellis, The Book of Sharks, 1976, New York: Grosset & Dunlap
- Reader's Digest, Sharks: Silent Hunters of the Deep, 1989, Sydney: Reader's Digest
- Jeremy Stafford-Deitsch, Shark: A Photographer's Story, 1988, San Francisco: Sierra Club Books